# Петтері Пеннанен
Петтері Пеннанен (фін. Petteri Pennanen, нар. 19 вересня 1990, Куопіо) — фінський футболіст, півзахисник клубу «Ільвес».
Чемпіон Нідерландів. Володар Кубка фінської ліги. Чемпіон Фінляндії.

## Клубна кар'єра
Народився 19 вересня 1990 року в місті Куопіо. Вихованець футбольної школи клубу «КуПС». Дорослу футбольну кар'єру розпочав 2007 року в основній команді того ж клубу, в якій провів один сезон, взявши участь у 30 матчах чемпіонату. 
Своєю грою за цю команду привернув увагу представників тренерського штабу клубу «Твенте», до складу якого приєднався 2009 року. Відіграв за команду з Енсхеде наступний сезон своєї ігрової кар'єри. За цей час виборов титул чемпіона Нідерландів.
У 2011 році уклав контракт з клубом «ТПС», у складі якого провів наступні два роки своєї кар'єри гравця.  Більшість часу, проведеного у складі «ТПС», був основним гравцем команди.
Згодом з 2014 по 2017 рік грав у складі команд «РоПС», «КуПС» та «Мєдзь» (Легниця).
З 2017 року знову, цього разу два сезони захищав кольори клубу «КуПС». Граючи у складі «КуПСа» також здебільшого виходив на поле в основному складі команди.
З 2020 року жодних сезонів захищав кольори клубу «Персікабо 1973». 
Протягом 2020—2021 років захищав кольори клубів «КуПС» та «Сакраменто Репаблік».
До складу клубу «Ільвес» приєднався 2022 року. Станом на 6 січня 2023 року відіграв за команду з Тампере 26 матчів в національному чемпіонаті.

## Виступи за збірні
Протягом 2011–2012 років залучався до складу молодіжної збірної Фінляндії. На молодіжному рівні зіграв у 7 офіційних матчах.
У 2013 році дебютував в офіційних матчах у складі національної збірної Фінляндії.

## Титули й досягнення
- Чемпіон Нідерландів (1):

«Твенте»: 2009-2010
- Володар Суперкубка Нідерландів (1):

«Твенте»: 2010
- Володар Кубка фінської ліги (1):

«ТПС»: 2012
- Чемпіон Фінляндії (2):

«КуПС»: 2019, 2024
- Володар Кубка Фінляндії (1):

«КуПС»: 2024